# Toba Inlet
El Toba Inlet (en español, entrante, fiordo o bahía Toba) es uno de principales entrantes marinos o fiordos de la costa de la Columbia Británica, Canadá, que separa la isla de Vancouver de la parte continental.

## Geografía
El Toba Inlet es una de las entradas menores, pero todavía principal, en la costa de la Columbia Británica. Es el cuarto de la serie de entrantes o fiordos al norte del paralelo 49ºN, que comienza con el Burrard Inlet (el puerto de la ciudad de Vancouver). Entre éste y el Jervis Inlet, al este, sin embargo, hay un fiordo de agua dulce, el lago Powell, que ha sido aumentada por un proyecto de pequeñas centrales hidroeléctricas para suministrar energía a la gran planta de celulosa del Powell River (19 599 hab. en 2006), la principal ciudad de la península de Malaspina en la parte norte de la Sunshine Coast. 
El Toba Inlet es un entrante relativamente corto en comparación con los otros principales entrantes costeros, y sólo tiene unos 2,5 km de anchura media y 35 km desde la desembocadura del poderoso (pero corto) río Toba (con una cuenca de 1.759 km²) hasta la boca en el Desolation Sound, en las uniones del canal Pryce y el canal de Homfray, en la punta norte de la isla East Redonda (62,12 km²), en el grupo de islas Discovery. En la cabeza de la entrada está un pueblo de la tribu de las primeras naciones sliammon. Los acantilados a lo largo de la bahía albergan varias cascadas de agua importantes, que son particularmente espectaculares cuando se derrite la nieve.
El Toba Inlet se encuentra dentro de la parte continental del Distrito Regional de Strathcona. 

## Historia
Las orillas del Toba Inlet se incluyen en el territorio tradicional de la tribu klahoose, parte de los salish de la costa. 
Los primeros exploradores no-indígenas que se adentraron en las aguas del Toba Inlet fueron las expediciones británicas y españolas que habían llegado en 1792 a la región de forma simultánea para resolver la crisis de Nutka. Hubo cooperación entre los británicos, dirigidos por George Vancouver, en el transcurso de la expedición Vancouver (1791-95), y los españoles, parte de la expedición Malaspina (1792-93), a las órdenes de Dionisio Alcalá Galiano y Cayetano Valdés y Flores, al mando de los navíos Sutil y Mexicana.
Desde la base de operaciones en el Desolation Sound se enviaron varios botes a explorar la región. El 25 de junio de 1792 Vancouver propuso enviar tres partidas de reconocimiento en botes. Los españoles se ofrecieron a llevar a cabo una de ellas, siendo ésta la que realizó la primera campaña de exploración del Toba Inlet. Cayetano Valdés partió en un bote el 25 de junio, y regresó el 27 de junio, tras haber determinado que la entrada de mar estaba cerrada. La describió como de gran profundidad, con orillas escarpadas y altas cumbres alrededor. Valdés encontró en la costa oriental una «tabla» o tablilla de madera decorada con motivos hechos al fuego, que él describió como «jeroglíficos de los indígenas». Había varias aldeas vacías, en la que los españoles no encontraron habitantes. Valdés nombró este entrante después como «canal de la Tabla». Los británicos examinaron el entrante justo después de Valdés, confirmando por sí mismos el informe español.
Vancouver mantuvo el nombre en sus cartas de 1795, que unas fuentes atribuyen a un error del grabador que cambio el nombre español a su forma actual de «Toba». y otras versiones sostienen que Vancouver nombró de forma intencionada en honor de Toba Arredondo, el único oficial de su expedición que aún no había dado nombre a una ubicación geográfica.